# Anthophora curta
Anthophora curta é uma abelha do gênero Anthophora e da família Apidae.